# Юба I
Юба I (на латински: Juba I; 85 г. пр.н.е. – † 46 г. пр.н.е., Цирта в дн. Алжир) е цар на Нумидия, син на цар Хиемпсал II.

## Управление
Юба е владетел от 60 г. пр.н.е. до 46 пр.н.е. на Царство Нумидия в Северна Африка, което е под контрола на Рим.
Съюзник е на Помпей по време на римската гражданска война между него и Юлий Цезар. През 46 г. пр.н.е. е победен, заедно с привържениците на Помпей, от Цезар в битката при Тапс. Юба бяга обратно в царството си, но населението не му позволява да влезе в столицата Кирта. След това владетелят се самоубива, заедно с римския пълководец Марк Петрей. Двамата отиват в чифлик при Зама, където Петрей, по предварителна уговорка, убива Юба в двубой, а себе си самоубива с помощта на един роб.
Нумидия става след това част от римската провинция Африка. Неговият син Юба II e възпитан в Рим и по-късно става цар на Мавретания.